# Воронин, Георгий Григорьевич
Георгий Григорьевич Воронин (5 апреля 1896 года, Великий Новгород — 1 октября 1968 года, Москва) — советский военный деятель, генерал-майор (20 апреля 1945 года).

## Начальная биография
Георгий Григорьевич Воронин родился 5 апреля 1896 года в Великом Новгороде.
С 1913 года работал чернорабочим на стекольном заводе Курженкова на станции Малая Вишера, а с марта 1914 года — на станции Чудово (Николаевская железная дорога).

## Военная служба

### Первая мировая и гражданская войны
7 августа 1915 года призван в ряды Русской императорской армии и направлен в учебную команду 177-го пехотного запасного батальона, дислоцированного в Новгороде, после окончания которого в декабре того же года
где воевал в составе Архангелогородского 17-го пехотного полка (5-я пехотная дивизия), после чего принимал участие в боевых действиях на Юго-Западном фронте. Дослужился до старшего унтер-офицера и фельдфебеля пулемётной команды. В 1917 года был избран председателем комитета пулемётной команды, членом полкового и дивизионного комитетов. С ноября 1917 года лечился в госпитале и после выздоровления в январе 1918 года был демобилизован, после чего работал на заводе Петроградского арсенала.
8 октября 1918 года призван в ряды РККА, после чего служил во 2-й Новгородской артиллерийской бригаде. В январе 1919 года направлен на учёбу на Новгородские пехотные курсы, после окончания которых с декабря того же года был оставлен на курсах командиром взвода, а в августе 1920 года назначен командиром роты в составе 142-го отдельного батальона (40-я бригада ВОХР), дислоцированного в Новгороде. С ноября 1920 года Г. Г. Воронин лечился в больнице и находился отпуске по болезни и после выздоровления в апреле 1921 года назначен командиром роты на 73-х Новгородских пехотных курсах комсостава.

### Межвоенное время
В июле 1922 года назначен на должность командира взвода в 8-й Петроградской пехотной школе. С декабря того же года учился на особом отделении при этой же школе, после окончания которого в октябре 1923 года был служил командиром взвода на 3-х Кронштадтских пехотных курсах комсостава, в апреле 1924 года — командиром взводом и ротой в 4-й Курской пехотной военной школе, а с октября — командиром роты и батальона в составе Отдельного Московского стрелкового полка, дислоцированного в Москве.
В сентябре 1926 года направлен на учёбу в Высшую военно-педагогическую школу имени В. И. Ленина, после окончания которой в сентябре 1928 года назначен на должность преподавателя тактики в Иваново-Вознесенской пехотной школе имени М. В. Фрунзе, а в сентябре 1930 года — в Орловской бронетанковой школе комсостава. В период с мая по декабрь 1931 года проходил подготовку на Казанских технических курсах, после окончания которых вернулся в школу, где назначен на должность помощника начальника учебного отдела. С мая по ноябрь 1932 года вновь учился на Казанских технических курсах, после которых в Орловской бронетанковой школе служил начальником и помощником начальника учебного отдела.
В 1933 году окончил заочное отделение Военной академии имени М. В. Фрунзе.
В декабре 1935 года назначен на должность помощника начальника 1-го отделения штаба 7-го механизированного корпуса (Московский военный округ).
В ноябре 1937 года Г. Г. Воронин направлен на учёбу в Академию Генштаба РККА, после окончания которой в августе 1939 года назначен на должность старшего помощника начальника оперативного отделения оперативного отдела штаба фронтовой группы в Чите. 23 июля 1940 года переведён в оперативный отдел штаба Дальневосточного фронта, где служил старшим помощником начальника и начальником оперативного отделения, а в декабре — в Харьковский военный округ на должность начальника штаба 151-й стрелковой дивизии, дислоцированной в городе Лубны.

### Великая Отечественная война
С началом войны дивизия к 7 июля 1941 года была передислоцирована в район Добруша под Гомелем, где включена в состав 21-й армии, после чего вела оборонительные боевые действия в ходе Смоленского сражения. 10 августа 151-я стрелковая дивизия попала в окружение северо-восточнее Довска, из которого с большими потерями выходила по направлению на Стрешин. 27 августа полковник Г. Г. Воронин вместе с группой бойцов и командиров вышел из окружения в форме и с оружием в районе Гудка, Студнецкая, после чего назначен на должность командира 277-й стрелковой дивизией, которая вела боевые действия в Киевской оборонительной операции, в ходе которой 17 сентября в районе севернее Пирятина дивизия попала в окружение, из которого полковник Г. Г. Воронин во главе группы солдат и командиров вышел 2 октября в районе Гадяча.
В октябре назначен на должность командира 76-й горнострелковой дивизии, ведшей боевые действия вдоль железной дороги Харьков — Полтава и на реке Северский Донец. 9 декабря дивизия была преобразована в 76-ю стрелковую и затем в январе 1942 года принимала участие в ходе Барвенково-Лозовской наступательной операции, после чего вела оборонительные боевые действия в районе Волчанска и Балаклеи.
8 июня полковник Г. Г. Воронин назначен на должность начальника штаба 8-й резервной армии, дислоцированной в Саратове и 27 августа преобразованной в 66-ю. 30 августа был отозван в распоряжение Главного управления кадров НКО и в октябре назначен на должность начальника штаба 3-й резервной армии, дислоцированной в Калинине. 23 ноября полковник Г. Г. Воронин был вновь отозван в Главное управление кадров и затем направлен на Северо-Западный фронт, где 12 декабря назначен на должность командира 202-й стрелковой дивизией, а 31 декабря — на должность командира 253-й стрелковой дивизии, ведшей боевые действия против демянской группировки противника. В бою в районе населённого пункта Савкино юго-восточнее Старой Руссы 14 января 1943 года был тяжело ранен, после чего лечился в госпитале.
После выздоровления 16 мая 1943 года назначен на должность начальника отдела боевой и физической подготовки штаба Северо-Западного фронта. В ноябре фронт был расформирован, а полевое управление выведено в резерв Ставки Верховного Главнокомандования и в феврале 1944 года полковник Г. Г. Воронин назначен на ту же должность в штабе 2-го Белорусского фронта.
24 апреля 1944 года отозван в распоряжение Главного управления кадров НКО и 20 мая назначен на должность старшего преподавателя в Высшей военной академии имени К. Е. Ворошилова.

### Послевоенная карьера
После окончания войны находился на прежней должности в академии.
Генерал-майор Георгий Григорьевич Воронин 16 августа 1948 года вышел в отставку. Умер 1 октября 1968 года Москве и похоронен на Ваганьковском кладбище.

## Награды
- Орден Ленина (21.02.1945);
- Два ордена Красного Знамени (06.07.1943, 03.11.1944);
- Орден Отечественной войны 2 степени (03.04.1944);
- Медали.